# Narvils
Narvils – miejscowość w Hiszpanii, w Katalonii, w prowincji Lleida, w comarce Baixa Cerdanya, w gminie Prullans.
Według danych INE w 2020 roku liczyła 6 mieszkańców – 3 mężczyzn i 3 kobiety. 